# 340
Năm 340 là một năm trong lịch Julius.